# Alvis Stalwart
Alvis Stalwart eller Amfibiebil 101 även känd under smeknamnet "Alvisen" eller "Stolly", är ett brittiskt amfibiefordon tillverkat av Alvis.

## Historik
Stalwart var ett internprojekt vid Alvis, utan någon officiell beställning. Fordonet antogs emellertid av brittiska armén som tog fordonet i tjänst år 1966. Fordonet ansågs ha hög rörlighet och amfibisk kapacitet, och ansågs därför idealiskt som underhållsfordon.

### I Sverige
Det svenska kustartilleriet inledde försök med fordonet år 1962. Meningen var att fordonet skulle verka som ett underhållsfordon i kustjägarbataljonerna. Försöken visade dock att fordonet inte kunde användas på det sätt man avsåg. Istället överfördes fordonet till de rörliga spärrbataljonerna, där det fungerade som dragbil för eldledningsstationen ArtE 719. Fordonet var i bruk fram till år 1985, då den utgick ur krigsorganisationen tillsammans med de rörliga spärrbataljonerna. Inom kustartilleriet fanns två versioner av fordonet, amfibiebil 101B och amfibiebil 101C. Amfibiebil 101B var en Stalwart Mk I och amfibiebil 101C en Stalwart Mk II, vilka finns bevarade hos Armémuseum.

### Översättningar
Den här artikeln är helt eller delvis baserad på material från engelskspråkiga Wikipedia, Alvis Stalwart, 18 maj 2015.